# L’Unité, Banque du Canada
L'Unité, Banque du Canada (UB) était une petite banque canadienne fondée en 1972. Elle est rachetée par la Banque provinciale du Canada en 1978.

## Historique
L’Unité, Banque du Canada est créée par Benjamin « Bunny » V. Levinter en 1972 à Toronto. Elle se définit comme une banque ethnique à sa création. Deux ans après, Bunny Levinter n'est plus président, il est remplacé par Richard Higgins, le directeur général, avec qui il était en conflit. Le projet de banque ethnique est oublié l'UB devient une banque comme les autres.
Devant faire face à des créances douteuses en 1977, elle est la première banque à faire appel à l'aide d'urgence de la Banque du Canada. Elle est ensuite rachetée par la Banque provinciale du Canada en 1978.